# 고이즈미 준지
고이즈미 준지(일본어: 小泉 淳嗣, 1968년 1월 11일 ~ )는 일본의 전 축구 선수이다.

## 구단 경력
1988년 일본 사커 리그의 닛산 자동차(요코하마 마리노스)에 입단했다. 1995년까지 73경기에 출전하여, 3득점을 넣었다. 1995년 J1리그의 요코하마 플뤼겔스로 이적했다. 1997년 재팬 풋볼 리그의 가와사키 프론탈레로 이적했다. 1997년후 현역 은퇴.